# Parasuta
Parasuta är ett släkte av ormar i familjen giftsnokar. Äldre avhandlingar listade arterna i släktet Suta.
Arterna är med en längd mindre än 75 cm små ormar. De förekommer i Australien och vistas i torra områden. Individerna gömmer sig ofta under lösa golvplattor i byggnader eller i växtavfall. De jagar främst ödlor. Honor lägger inga ägg utan föder levande ungar. Det giftiga bettet är troligen bara för känsliga människor livshotande.
Arter enligt The Reptile Database:
- Parasuta dwyeri
- Parasuta flagellum
- Parasuta gouldii
- Parasuta monachus
- Parasuta nigriceps
- Parasuta spectabilis